# 岩手三菱ふそう自動車販売
岩手三菱ふそう自動車販売株式会社（いわてみつびしふそうじどうしゃはんばい）は、岩手県滝沢市に本社を置く、三菱ふそうトラック・バスが製造したトラック・バスを取り扱う自動車販売会社である。
他社も出資している関係などから、「三菱ふそうトラック・バス ○○ふそう」と言った広域統合の対象とはならない。

## 概要
岩手県内において、三菱ふそう車の新車・中古車（三菱自動車工業の頃に製造された車両を含む）の販売・修理などを行っている。

## 沿革
- 1962年6月 - 設立。
- 2018年9月 - 盛岡南支店を矢巾町高田から矢巾町広宮沢へ移転[1]。

## 拠点
- 本社・盛岡支店 - 滝沢市大釜中道38-2
- 盛岡南支店 - 紫波郡矢巾町広宮沢第三地割412
- 花北支店 - 北上市飯豊第二十三地割130-2
- 水沢営業所 - 奥州市水沢区佐倉河字沼田66-2
- 一関営業所 - 西磐井郡平泉町平泉字高田前105-1
- 県北営業所 - 二戸市金田一字上田面229-1
- 久慈営業所 - 久慈市旭町第八地割106
- 宮古営業所 - 下閉伊郡山田町豊間根第二地割6-6
- 釜石営業所 - 釜石市鈴子町23-51
- 大船渡営業所 - 大船渡市猪川町久名畑4-92